# Кошево (Великопольське воєводство)
Кошево (пол. Koszewo) — село в Польщі, у гміні Скульськ Конінського повіту Великопольського воєводства.
У 1975-1998 роках село належало до Конінського воєводства.